# Воргольские скалы
Ворго́льские скалы — ярко выраженные поднятия рельефа в участке государственного заповедника «Галичья гора», который носит название «Воргольское». Находится заповедник в центре Северо-Донского реликтового ботанического района. Расположены Воргольские скалы на Среднерусской возвышенности в Липецкой области. Относятся к памятникам природы, ботаническим феноменам.

## Географическое положение
Участок заповедника «Воргольское» расположен в низовьях реки Воргол, которая является небольшим притоком реки Быстрая Сосна. Находится в 10 км от Ельца (Елецкий район, Липецкая область). Расположен в узкой, врезанной на глубину 60 м каньонообразной долине. Заповедник был создан в 1963 году.
Площадь заповедника 31 га. Высота отдельных скал достигает 20-25 м, они известны как Воронов, Лисий и Копченый Камни, Большие Кичи.

## Этнография
Около недоступных скал расположены два древнерусских городища, одно из которых было центром существовавшего в древности Воргольского княжества. Сёла получили свои названия по реке — Нижний Воргол, Грунин Воргол.

## Флора и фауна
Благодаря своему нехарактерному для русской равнины горному облику долина Воргла стала убежищем ряда растений, свойственных Альпам и Кавказу. Особую ценность и охранный статус определило скопление горных папоротников, наличие редких видов высших растений, таких как шиверекия подольская, смородина пушистая, тимьян известняковый и другие.
Фауна носит преимущественно лесной облик. Позвоночные животные довольно разнообразны и многочисленны. В данной местности водится уникальная популяция гольца обыкновенного — редкого вида рыб, обычно населяющего быстрые родниковые реки Европы. Из насекомых примечательны бабочка-бражник («мёртвая голова»), шмели (степной, красноватый, моховой), пчёлы.

## Скалолазание
Благодаря особенностям рельефа, территория скальных массивов «Звонари» и «Копчёный камень» пользуется популярностью у спортсменов-скалолазов. Высота трасс разного уровня сложности достигает 20 метров, всего работают 19 маршрутов сложностью 5а–8а.

## Галерея
- Река Воргол, горный массив Звонари. Нижневоргольский участок Елецкого заповедника
- Осень 2015 года
- Вид на реку Воргол
- Скальный ландшафт
- Воргольские скалы, Галичья гора
- Копченый камень. Воргольские скалы, Галичья гора